# Pīr-e Khalīl
Pīr-e Khalīl (persiska: پيرِه خَليل, پير خليل, Pīreh Khalīl) är en ort i Iran.   Den ligger i provinsen Ardabil, i den nordvästra delen av landet, 500 km nordväst om huvudstaden Teheran. Pīr-e Khalīl ligger 725 meter över havet och antalet invånare är 216.
Terrängen runt Pīr-e Khalīl är kuperad. Runt Pīr-e Khalīl är det ganska tätbefolkat, med 70 invånare per kvadratkilometer. Närmaste större samhälle är Kalānsūrā, 1,6 km norr om Pīr-e Khalīl. Trakten runt Pīr-e Khalīl består till största delen av jordbruksmark.